# Doris Müller (Leichtathletin)

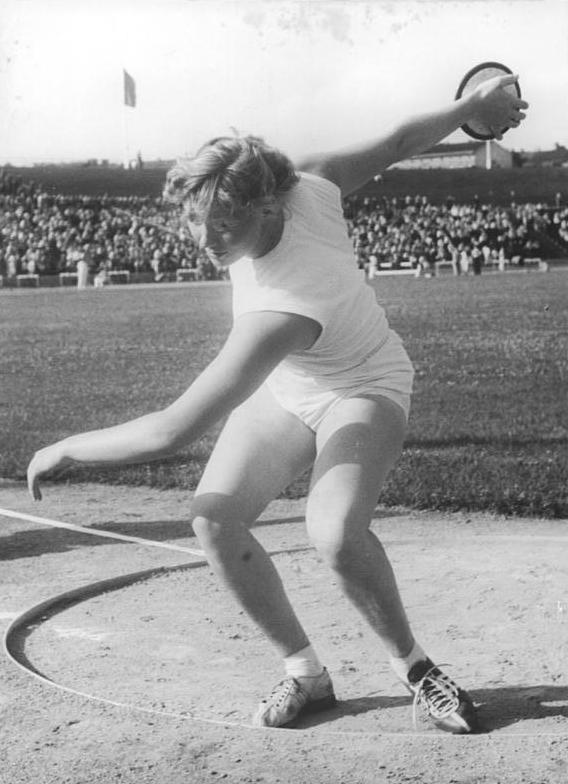
Doris Müller wird DDR-Meisterin 1957

Doris Müller (verheiratete Lorenz, ab 1962) (* 25. Februar 1935 in Massanei; † 25. Februar 2013 in Leipzig) war eine deutsche Leichtathletin und Olympiateilnehmerin, die – für die DDR startend – bei den Europameisterschaften 1962 die Silbermedaille im Diskuswurf gewann.

## Einsätze bei internationalen Höhepunkten im Einzelnen
- 1958, Europameisterschaften 1958: Platz 6 (45,94 – 49,14 – 48,64 – 49,32 m – 48,59 – 46,22)
- 1960, Olympische Spiele: in der Qualifikation ausgeschieden
- 1962, Europameisterschaften 1962: Silber (49,95 – ungültig – 51,07 – 53,60 m – 51,96 – 51,61)
- 1964, Olympische Spiele: Platz 14 (ungültig – ungültig – 45,63)

Doris Müller gehörte dem SC DHfK Leipzig an. In ihrer Wettkampfzeit war sie 1,73 m groß und 82 kg schwer.